# 岩田豊麿
岩田 豊麿（いわた とよまろ、1877年 - 1951年）は明治時代から大正時代にかけての日本画家。号は秋斎。子は古地図研究家の岩田豊樹。妻は江戸川乱歩の叔母（母の妹）。

## 略歴
尾形月耕及び小堀鞆音の門人。1877年、三重県安濃郡安東村（現・津市）の西川家に生まれ、元津藩士の岩田家の養子となる。1911年頃の牛込時代の月耕に学ぶ。主に日本絵画協会や日本美術院連合絵画共進会、文展、帝展などにおいて作品を発表している。1923年11月上旬に飯田に滞在、11月7日に常磐町の仙寿楼において豊麿の画会が開催されている。この会の会員数は60名で、「東京の特殊学校復興の為の資金調達」がその目的であったと記されている。

## 作品
- 「渡河布袋図」 絹本着色
- 「新緑観瀑図」 絹本着色
- 「松下人物図」 絹本着色
- 「二条城の桜」 絹本着色